# In Battle There Is No Law
In Battle There Is No Law (рус. В Битве законов нет) — дебютный студийный альбом британский группы Bolt Thrower. Он был выпущен на лейбле Vinyl Solution в 1988 году, впоследствии переиздавался с другой обложкой в 1992 году, и вновь был переиздан в 2005 году с первоначальной обложкой.
Впоследствии с этим же названием немецкая металкор-группа Heaven Shall Burn выпустила свой дебютный EP в знак большого уважения к группе Bolt Thrower в 1998 году. Вместе с тем Allmusic, назвавшая Bolt Thrower самой стойкой и последовательной дэт-метал группой Великобритании, крайне критически оценила альбом, присвоив ему всего 2 звёзды из пяти возможных. Для альбома характерно более сырое и менее металлическое звучание, чем в последующих альбомах группы, и в альбоме выражено влияние краст-панка, приближенного к грайндкору.

## Список композиций
- Все песни были написаны группой Bolt Thrower

| №                   | Название                                              | Длительность |
| ------------------- | ----------------------------------------------------- | ------------ |
| 1.                  | «In Battle There Is No Law»                           | 5:01         |
| 2.                  | «Challenge for Power»                                 | 3:34         |
| 3.                  | «Forgotten Existence»                                 | 3:45         |
| 4.                  | «Denial of Destiny»                                   | 2:30         |
| 5.                  | «Blind to Defeat» (бонус-трек, доступен только на CD) | 2:21         |
| 6.                  | «Concession of Pain»                                  | 2:58         |
| 7.                  | «Attack in the Aftermath»                             | 3:11         |
| 8.                  | «Psychological Warfare»                               | 3:31         |
| 9.                  | «Nuclear Annihilation»                                | 3:30         |
| Общая длительность: | Общая длительность:                                   | 30:21        |

## Участники
- Карл Уиллетс — вокал
- Гэвин Уорден — гитара
- Барри Томпсон — гитара
- Эндри Уэйл — барабаны
- Джо Бенч — бас-гитара

## Продюсирование
- Эндри Фрайер — продюсирование
- Алан Скотт — микс
- Пауэль Мкхал — основная обложка
- Джим — вторая обложка (альбом 1992 года)